# Тоутоваєві
Тоутоваєві (Petroicidae) — родина горобцеподібних птахів, що включає 19 родів і близько 50 видів. Всі вони є ендеміками Австралазії: Австралії, Нової Гвінеї, Нової Зеландії й островів Тихого океану на схід до Самоа.

## Опис
Більшість видів мають невеликі розміри й компактну будову з великою округлою головою, коротким прямим дзьобом і заокругленими кінчиками крил. Вони мешкають в різноманітних лісових масивах, від субальпійських до тропічних лісів, від мангрових лісів до чагарників. Здебільшого вони комахоїдні, хоча деякі види доповнюють свій раціон насінням. 

## Систематика
Початково тоутоваєві, разом з іншими комахоїдними птахами були віднесені до родини мухоловкових (Muscicapidae). Деякий час їх класифікували як частину родини свистунових (Pachycephalidae), поки нарешті вони не були виокремлені в окрему родину.
За класифікацією Сіблі — Алквіста, тоутоваєві належать до інфраряду Passerides, до якого входять парвороди Sylviida, Muscicapida і Passerida.  Вони тісно пов'язані з родинами флейтистових (Eupetidae), скельникових (Chaetopidae) і гологолових (Picathartidae).

## Класифікація
Ґрунтовне дослідження, проведене Шодде і Мейсоном, дозволило виділити три групи, які було запропоновано класифікувати як підродини.
За класифікацією, утвердженою Міжнародним орнітологічним конгресом, виділяють 6 підродин і 19 родів:
- Підродина Королечні (Eopsaltriinae Mathews, 1946)
  - Висвистувач (Tregellasia) — 2 види
  - Біловолий королець (Quoyornis) — 1 вид (рід монотиповий)
  - Королець (Eopsaltria) — 2 види
  - Оливковий королець (Gennaeodryas) — 1 вид (рід монотиповий)
  - Чорноголовий королець (Melanodryas) — 2 види
  - Королець-чернець (Peneothello) — 5 видів
  - Строкатий королець (Poecilodryas) — 4 види
  - Чорноволий королець (Plesiodryas) — 1 вид (рід монотиповий)
  - Попелястий королець (Heteromyias) — 2 види
- Підродина Кракорні (Drymodinae Wolters, 1980)
  - Кракор (Drymodes) — 3 види
- Підродина Гвінейничні (Microecinae Loynes, Joseph & Keogh, 2011)
  - Гвінейниця (Microeca) — 3 види
  - Річкова гвінейниця (Monachella) — 1 вид (рід монотиповий)
  - Жовточерева гвінейниця (Cryptomicroeca) — 1 вид (рід монотиповий)
  - Жовтонога гвінейниця (Kempiella) — 2 види
  - Канаркова гвінейниця (Devioeca) — 1 вид (рід монотиповий)
- Підродина Тоутовайні (Petroicinae Mathews, 1920)
  - Рудоспинний тоутоваї (Eugerygone) — 1 вид (рід монотиповий)
  - Тоутоваї (Petroica) — 14 видів
- Підродина Pachycephalopsinae Christidis, Irestedt, Rowe, Boles & Norman, 2012
  - Тоутоваї-світлоок (Pachycephalopsis) — 2 види
- Підродина Чиркачні (Amalocichlinae Christidis, Irestedt, Rowe, Boles & Norman, 2012)
  - Чиркач (Amalocichla) — 2 види